# إد هوارد (محامي)
إد هوارد (بالإنجليزية: Ed Howard)‏ هو محامي أمريكي، ولد في 21 سبتمبر 1963 في لوس أنجلوس في الولايات المتحدة.